# Наска (культура)

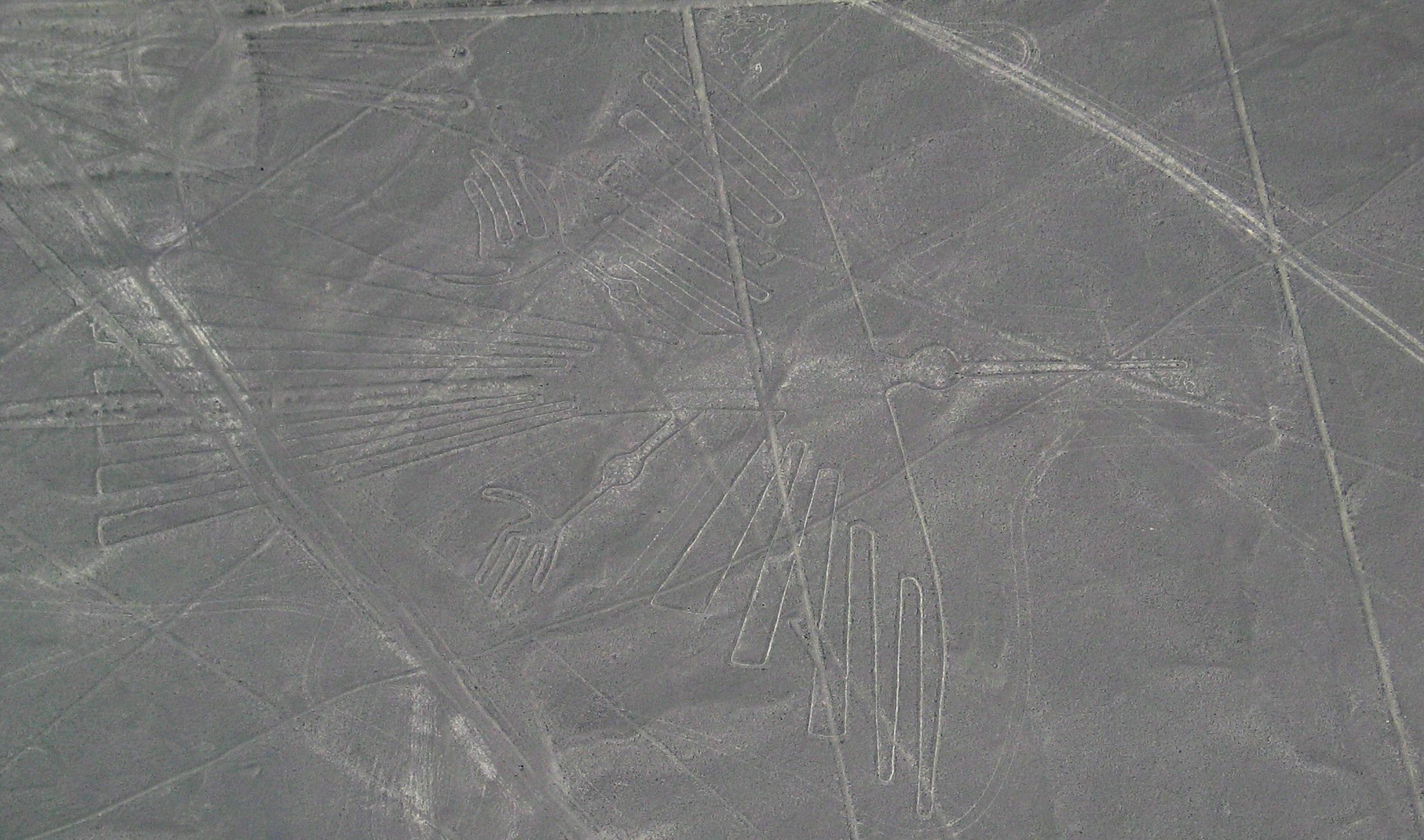
геогліф Наска

Наска — культура, що існувала на території сучасного Перу з 400 до н. е. по 450 р. н. е. Розташована вона була на тихоокеанському узбережжі в долині річок Наска й Акарі. Наукове вивчення культури Наска започаткували відомі фундатори перуанської археології — німець Макс Уле та перуанець X. С. Тельо.

## Історія
На самому початку культура Наска склалася як регіональне відгалуження цивілізації Паракас, від якої Наска остаточно відділилася лише на межі III—IV ст. Обмеженість життєвих ресурсів спричиняло постійні конфлікти насканців із сусідніми племенами. У ранніх насканських похованнях вчені знаходять таку велику кількість відтятих голів. Голови ці висушували, сплющували, розфарбовували, після чого їх, як бойові трофеї, нанизували у «гірлянди» або носили прив'язаними до пояса.
Достеменно не зрозумілими залишаються причини, перебіг і точний час зникнення цивілізації Наска. За археологічними дослідженнями відомо, що їх столиця (Кауачі) загинула внаслідок природного катаклізму: руйнівної повені та жахливого землетрусу, які зруйнували більшість споруд. Відтоді люди залишили Кауачі, засипавши рештки своєї столиці товстим шаром глини. Але точно невідомо чи це призвело до повного занепаду культури Наска.
Рештки культури загинули від вторгнення ворогів: за однією версією держави Уарі, за іншою — південних варварських племен. Надалі прибульці перейняли у завойованих чимало корисних здобутків і створили на цій базі синкретичну цивілізацію Іка в долині однойменної річки.

## Політично-соціальний устрій
Вважається, що в насканців існувала потужна, централізована держава теократичного типу.
Найвідомішими центрами цієї культури є Кавачі й поселення Уака-дель-Лора. Кавачі вважають військовою цитаделлю або ритуально-церемоніальним центром, населення якого сягало кількох тисяч мешканців. Уака-дель-Лора («Святилище папуги») отримала свою назву завдяки мальовничій мумії папуги ара, яку знайшли в центральній круглій будівлі.
Відносини в суспільстві регулювалися нормами звичаєвого права, що підтримувало громадську стабільність. Порушників таких законів насканці зв'язували, набивали їм рота людськими екскрементами, а потім вбивали сильним ударом каменюкою чи булавою прямо в лоба.

## Населення
Розкопки поховань показали, що насканці були кремезними людьми з довгим чорним волоссям. Середня тривалість їхнього життя судячи з приблизного віку
знайдених у похованнях небіжчиків становила 37—38 років.
Поширеною серед насканців була звичка деформувати свої черепи.

## Господарство
Родючі ґрунти існувати у цьому районі тільки в невеликих оазах, однак обсяг даного аграрного фонду завжди був недостатнім. З часом навчилися знаходити занесені раніше піском родючі ґрунти, очищати їх від поверхневого піщаного шару, істотно збільшуючи у такий спосіб аграрний фонд придатних для рільничого використання земель.
Для забезпечення поливу та питної води перейшовши від спорудження знайомих ще паракасцям простих каналів до системи критих підземних каналів трубопровідного типу, яка використовувалася для зрошення полів за рахунок стоку гірських вод. Для накопичення безцінної вологи, що надходила із гірських озер, струмків і річок, будувалися спеціальні кам'яні підземні резервуари або спіралеподібні колодязі, від яких у разі потреби кам'яними багатокілометровими трубами, закладеними під землею, вода надходила на поля. Іноді такі підземні труби розширювалися до масштабів цілих підземних водних тунелів з поперечним розрізом на зріст людини. Закріплювали їх за допомогою потужних кам'яних блоків та дерев'яних балок, вирубаних зі стовбурів анчароподібного місцевого дерева пустелі альгарроба («мескитове дерево»). Така система іригації істотно зменшувала непродуктивні витрати води (від випаровування, неконтрольованого дренажу тощо) й гарантувала стабільність місцевих урожаїв маїсу, бобових та плодово-садових культур. Значну
частину насканських іригаційних комплексів місцеві мешканці й досі використовують за прямим призначенням.
Серед культивованих насканцями сільськогосподарських культур домінували маїс, арахіс, квасоля, гарбуз. Розводили лам, від яких отримували м'ясо, шкіру, кізякове паливо та вовну для ткацтва. Важливу роль у забезпеченні населення достатньою кількістю їжі тваринного походження відігравали також розвинене рибальство та приокеанічне збиральництво, які давали людям рибу, крабів, молюсків.
Насканці вміли виготовляти найрізноманітніші тканини з вовни лам і бавовнику, додаючи в них також людське волосся та пташине пір'я, виготовляли килими й парчу. Свої вироби вони прикрашали поліхромною вишивкою або малюнками, фарбова гама яких налічує до 15 кольорів і відтінків.
Представники культури Наска запозичили у паракасців техніку ливарництва, насамперед з обробки золота, срібла і міді. Виготовляли золоті прикраси, переважно для вух і носа.
Насканці не знали гончарного круга, проте досягли значно розвитку у виготовлені керамічних виробів. Гончарні вироби Наска вирізняють абсолютно досконалі форми, сильна кольорова насиченість з домінуванням яскраво-червоних відтінків і надзвичайно різноманітний спектр поліхромних зображень. Використовуючи для прикрашання своєї поливної кераміки фарбники 11 кольорів, насканські митці зображували на своїх виробах птахів і риб, комах і рослини, хижаків і людей (зображення жерців, поруч з якими на спеціальних вівтарях лежать голови ворогів), різноманітні плоди і навіть фантастичні міфічні істоти, після чого вкривали свій виріб для міцності й краси глазур'ю.

## Культура

### Архітектура
Тривалий час вважалося, що культура Наска не залишила великих архітектурних комплексів, не знала міст та масштабних культових центрів, проте результати розкопок початку 1980-х років спростували це хибне припущення. Кауачі — це найбільший з виявлених центрів, його площа становить 24 км2. В центрі Кауачінського городища виявлено велике святилище (його назвали «Естакерія»), споруджене зі стовбурів мескитового дерева (альгарроба). В його околицях у долині річки Акарі під час розкопок знайдено руїни 3 збудованих із цегли-сирцю фортець — Човаченто, Амато й Уарато. Неподалік — на кордоні пустелі й Андських гір — виявлено рештки кількох ступінчастих насканських пірамід. Найбільша з них — заввишки близько 20 м.
Слідом за Кауачі археологами були знайдені й інші насканські городища: Уака-дель-Лоро, Трес-Палос.

### Вірування
З культів Наска відомо про шанування богині родючості, що зображувалася у вигляді жінки пишних форм, з потоками води й рослинами, котрі буквально виростають-виливаються з її рота; її божественного чоловіка у вигляді вусатого вояка та про хижаків родини котячих, насамперед ягуара. Поклонялися також касаткам, зміям, птахам.
Побутувала у насканців традиція людських жертвопринесень. Численні жертви замуровували (можливо, навіть живцем) у фундамент багатьох будівель насканського походження, а на насканських посудинах трапляються зображення зовсім ритуалів тотального «обрубування людини», тобто її четвертування. Окрім людей, матеріалом для періодичних жертвопринесень богам служили лами.

### Лінії Наска
Відомою на весь світ культура Наска стала завдяки велетенським малюнкам — геогліфам (Nazca lines). Геогліфи було відкрито зовсім недавно в долині р. Наска й за сучасними уявленнями належать до цієї культурної традиції. Вибиті на кам'яній поверхні розпеченого сонцем, практично, безводного гірського плато Пампа-де-Наска площею в 700 км2.
Ці штучно прокладені лінії майже непомітні з землі, але з висоти пташиного польоту вони утворюють дивовижні узори, комбінації і навіть справжні малюнки розміром у десятки метрів. Найбільший малюнок — «птах», у якому археологи побачили морського яструба скопу, — має 150 м завдовжки. Серед майже 300 фігур є зображення павука, риби, птаха, мавпи, лами, ящірки, дерева, квітки, ягуара, ігуани, пелікана, кашалота, навіть дивного людиноподібного створіння. Чимало там і різноманітних геометричних фігур: трикутників, зірок, трапецій, прямокутників, хвилястих ліній, спіралей тощо.
Стосовно авторства, датування та застосування цих ліній досі тривають суперечки серед вчених.